# Лайден (Нью-Мексико)
Лайден (англ. Lyden) — переписна місцевість (CDP) в США, в окрузі Ріо-Арріба штату Нью-Мексико. Населення — 250 осіб (2020).

## Географія
Лайден розташований за координатами 36°9′13″ пн. ш. 106°0′53″ зх. д. / 36.15361° пн. ш. 106.01472° зх. д. (36.153669, -106.014661).  За даними Бюро перепису населення США в 2010 році переписна місцевість мала площу 5,81 км², уся площа — суходіл.

## Демографія
Згідно з переписом 2010 року, у переписній місцевості мешкало 245 осіб у 98 домогосподарствах у складі 69 родин. Густота населення становила 42 особи/км².  Було 118 помешкань (20/км²).
Расовий склад населення:
| - 60,0 % — білих - 0,4 % — корінних американців - 0,4 % — чорних або афроамериканців - 35,1 % — осіб інших рас |

До двох чи більше рас належало 4,1 %. Частка іспаномовних становила 87,3 % від усіх жителів.
За віковим діапазоном населення розподілялося таким чином: 22,0 % — особи молодші 18 років, 61,3 % — особи у віці 18—64 років, 16,7 % — особи у віці 65 років та старші. Медіана віку мешканця становила 41,9 року. На 100 осіб жіночої статі у переписній місцевості припадало 97,6 чоловіків;  на 100 жінок у віці від 18 років та старших — 92,9 чоловіків також старших 18 років.
Цивільне працевлаштоване населення становило 158 осіб. Основні галузі зайнятості: освіта, охорона здоров'я та соціальна допомога — 39,2 %, публічна адміністрація — 27,2 %.